# Peperomia asarifolia
Peperomia asarifolia là một loài thực vật có hoa trong họ Hồ tiêu. Loài này được Schltdl. miêu tả khoa học đầu tiên năm 1830.